# Mikrometer (Optik)
Das Mikrometer ist eine besonders engmaschige Strichplatte, die in die Bildebene des Objektivs eines Fernrohrs oder Mikroskops gebracht wird. Mikrometer ermöglichen eine genaue Winkel- bzw. Streckenmessung und werden vor allem in der Astrometrie und Mikroskopie verwendet. Für astronomische Instrumente gab es einfache Ausführungen bereits um 1700, für Mikroskope im 19. Jahrhundert.
Das Ring- oder Kreismikrometer ist eine z. B. bei Doppelsternen benutzte Spezialform des Mikrometers zur Messung kleiner Winkeldifferenzen, das wegen seines einfachen Prinzips universell einsetzbar ist.
Okularmikrometer haben hingegen ein bewegliches Fadennetz zum Messen feiner Winkel im Gesichtsfeld des Messfernrohrs. Beim Registriermikrometer ist auch noch ein fester Faden vorhanden. Mit dem beweglichen Faden fährt der Beobachter einem Stern kontinuierlich nach. Elektrische Kontakte lösen währenddessen eine genaue Zeitregistrierung aus, was die Reaktionszeit bei Sterndurchgängen – die sogenannte Persönliche Gleichung – deutlich verringert.
In der Mikroskopie werden Objektmikrometer zur Längenbestimmung von Objekten eingesetzt.